# Paul Maas (Altphilologe)

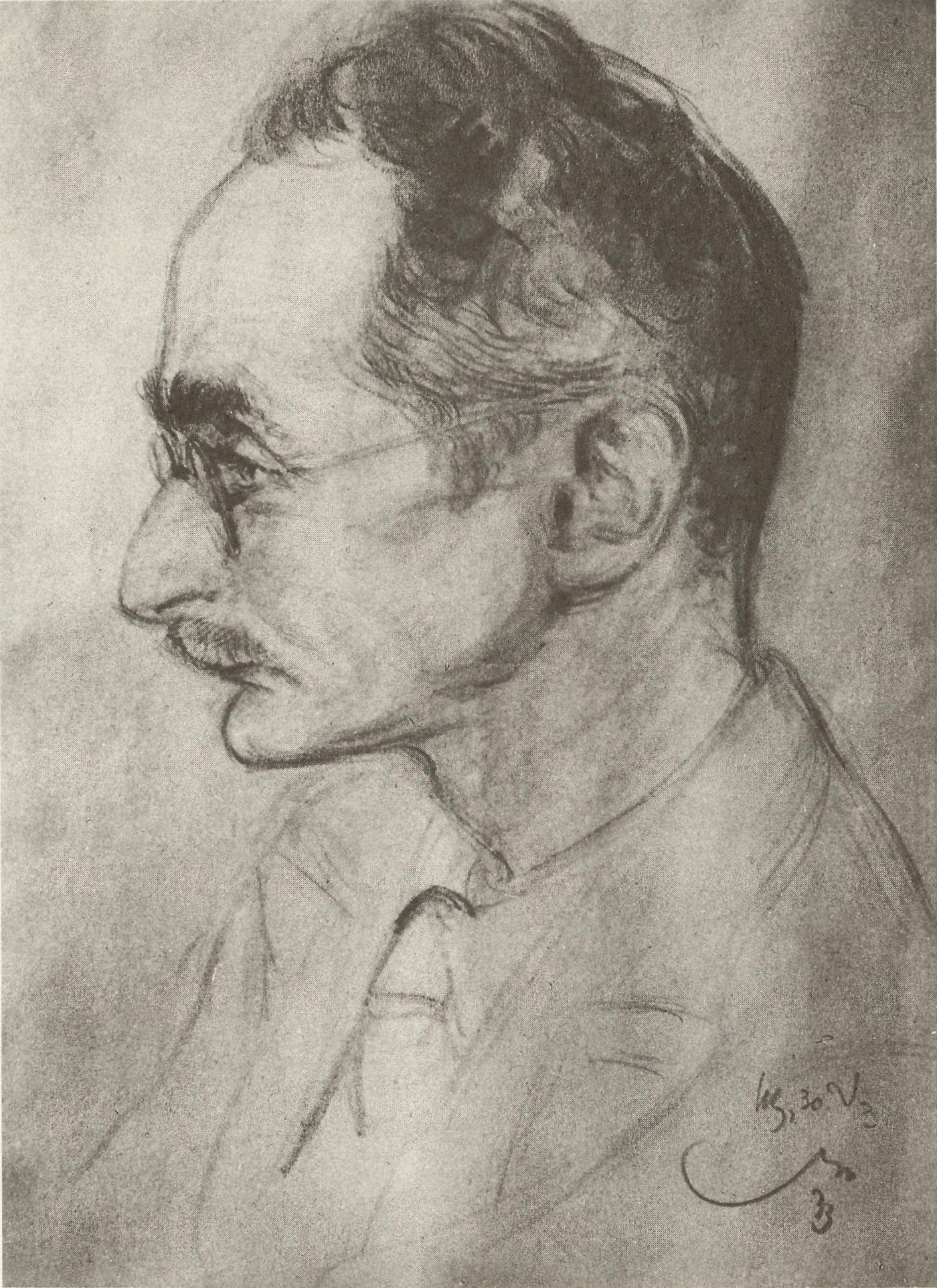
Paul Maas, Kohlezeichnung von Emil Stumpp, 1933

Paul Maas (* 18. November 1880 in Frankfurt am Main; † 15. Juli 1964 in Oxford) war ein deutscher Altphilologe und Byzantinist. Seine wichtigsten Leistungen vollbrachte er auf den Gebieten der griechischen Metrik und der Textkritik.

## Leben
Maas wurde 1880 als ältester Sohn einer jüdischen Akademikerfamilie geboren. Sein Vater Maximilian Maas war Bankier und Privatgelehrter. Der Sohn besuchte die Schule in Frankfurt, später die Gymnasien in Freiburg im Breisgau und Baden-Baden. Nach dem Abitur studierte er Klassische Philologie an der Berliner Universität. Mit seinem Lehrer Ulrich von Wilamowitz-Moellendorff hatte er rege, aber fruchtbare Auseinandersetzungen. Später setzte er sein Studium an der Universität München fort, wo er sich auf Karl Krumbachers Anregung intensiv mit der byzantinischen Literatur zu beschäftigen begann. Schon 1901 veröffentlichte er seinen ersten Artikel auf diesem Gebiet. Ein bereits 1899 in Berlin verfasster Artikel über das Porson’sche Gesetz, das er auf die daktyloepitritische Dichtung des Bakchylides ausweitete, wurde 1904 im Philologus veröffentlicht. Maas wurde 1903 bei Wilhelm von Christ mit einer Dissertation über den poetischen Plural im Lateinischen promoviert, die ihm vielfältiges Lob einbrachte. 1909 heiratete er Karen Ræder, die Schwester des dänischen Altphilologen Hans Ræder.
1910 wurde Maas in Berlin habilitiert und zum Privatdozenten für byzantinische Literatur ernannt. Mit Wilamowitz’ Unterstützung gelang es ihm, auch die Lehrberechtigung für antike griechische Literatur zu erhalten. Als wissenschaftlicher Mitarbeiter Wilhelm Crönerts beteiligte er sich an der Neubearbeitung des Passow’schen Handwörterbuchs der griechischen Sprache. Bei Ausbruch des Ersten Weltkriegs musste er seine Tätigkeit unterbrechen und wurde als Sanitäter in Istanbul eingesetzt. Er war einer der Unterzeichner der von Wilamowitz initiierten Erklärung der Hochschullehrer des Deutschen Reiches. Viele Monate nach Kriegsende kehrte er 1920 über Odessa nach Berlin zurück, wo er zum außerordentlichen Professor ernannt wurde. Er wurde in den folgenden Jahren zu Wilamowitz’ engstem Mitarbeiter. So bedauerte Wilamowitz auch zutiefst, dass Maas 1930 einem Ruf nach Königsberg auf eine ordentliche Professur folgte. Wilamowitz bestimmte Maas zu einem der Herausgeber seiner Kleinen Schriften.
Nach der Machtergreifung der Nationalsozialisten wurde Maas 1934 als Jude auf Grundlage des Gesetzes zur Wiederherstellung des Berufsbeamtentums (§ 6) entlassen. Eine von Willy Theiler initiierte Eingabe zu seiner Unterstützung, die von den meisten Ordinarien seines Faches unterzeichnet wurde, blieb ohne Erfolg. Maas führte fortan ein zurückgezogenes Leben, wurde aber 1938 nach dem Novemberpogrom für eine Woche im Königsberger Stadtgefängnis inhaftiert. Erst kurz vor dem Beginn des Zweiten Weltkriegs entschloss er sich 1939 zur Emigration nach Oxford.
In Oxford fand Maas Arbeit zunächst als Berater der Clarendon Press. Seine Verarmung und alle Einschränkungen im Exil nahm er klaglos hin und bemühte sich um Kontakte zu britischen Fachgenossen und anderen Emigranten. Neben seinem alten Freund Gilbert Murray, den er 1909 kennengelernt hatte, sammelten sich zahlreiche junge britische Studenten um Maas. Seine textkritischen Kenntnisse, die schon Wilamowitz gelobt hatte, brachten ihm eine Stelle bei der Herausgabe des English Book of Common Prayer ein. Auch an den Ergänzungen der überarbeiteten Fassung des griechischen Lexikons von Liddell und Scott nahm er mit großem Erfolg teil. Gemeinsam mit Constantine A. Trypanis stellte Maas die erste kritische Edition der Lieder des Heiligen Romanos Melodos her, die nach seinem Tod in einer revidierten Auflage erschien (Berlin 1970). Ein wichtiges Verdienst Maas’ war die Wiederanknüpfung von Forscherkontakten zwischen Deutschland und der Welt nach dem Zweiten Weltkrieg, die er durch seine reiche Korrespondenz förderte. Am 10. November 1955 ernannte ihn die Deutsche Akademie der Wissenschaften zu Berlin zum korrespondierenden Mitglied.
In den letzten Jahren seines Lebens verschlechterte sich Maas’ Gesundheit rapide, aber er führte seine Arbeit weiter fort. Die Universität Oxford verlieh ihm 1959 die Ehrendoktorwürde. 1962 nahm König Paul von Griechenland ihn in den König-Georg-I.-Orden auf. 1963 wurde er mit dem Bundesverdienstkreuz am Bande ausgezeichnet. Maas war korrespondierendes Mitglied der British Academy. Am 15. Juli 1964 starb er im Alter von 83 Jahren in Oxford. Sein Grab befindet sich auf dem hebräischen Teil des Wolvercote Cemetery. Seine Frau war 1960 verstorben. Beide hinterließen drei Töchter, von denen eine mit ihm begraben wurde; ein Sohn war bereits im Kindesalter verstorben.
Wolfgang Buchwald, der während der Königsberger Jahre 1930–34 Maas’ Schüler gewesen war und mit ihm bis zu seinem Tode in Kontakt gestanden hatte, bearbeitete Maas’ Kleine Schriften nach dessen Wünschen und gab sie 1973 postum heraus. Sie enthalten ein Verzeichnis seiner beinahe 2000 Publikationen.

## Leistungen
Obwohl der Romanos Maas’ einzige große Veröffentlichung war, darf seine Bedeutung für die klassische Philologie nicht unterschätzt werden. Er veröffentlichte hunderte Beiträge in internationalen Zeitschriften über Textkritik, Grammatik, Metrik (Verslehre), Paläografie und Stilistik. Wichtige Positionen nahmen seine Aufsätze über griechische Paläografie und Metrik in der Einleitung in die Altertumswissenschaft von Alfred Gercke und Eduard Norden (1923 ff.) ein, die bis zum Erscheinen der Einleitung in die griechische Philologie (1997, herausgegeben von Heinz-Günther Nesselrath) unübertroffen waren und auch ins Englische übersetzt wurden. Mathematische Studien versetzten Maas in die Lage, mit seinen Forschungen alte Probleme der griechischen Metrik zu lösen oder zumindest plausible Lösungsansätze zu bieten. Er war der Erste, der das bereits 1871 von Friedrich Nietzsche erkannte quantitierende Prinzip der griechischen Metrik einer Veröffentlichung zugrunde legte (1923). Das bedeutet, dass die griechischen Verse nicht auf die Betonung der Wörter achteten, sondern nur auf die Länge ihrer Silben. Damit war das von Richard Bentley eingeführte System zur Markierung des Iktus („Schlag“, also die Entsprechung des hypothetischen Versakzents) obsolet geworden, das bis dahin einen akzentuierenden Charakter der griechischen Verslehre unterstellt hatte. Die Griechische Metrik wurde 1962 von Hugh Lloyd-Jones ins Englische übersetzt (Greek Metre, Oxford University Press, 1962), wobei auch einige Änderungen und Ergänzungen vom Übersetzer und von Eduard Fraenkel vorgenommen wurden.
Auch prägte Maas den Begriff brevis in longo („kurze [Silbe] im langen [Element]“). Damit beschreibt er das metrische Phänomen, dass am Versende stets eine Länge stehen muss, die gegebenenfalls eine kurze Silbe in sich einschließt. Nach Maas ist die Länge der Silbe für die Länge des Elements an dieser Stelle nicht entscheidend. Es sei kein elementum anceps („zweiköpfig“, ambivalent), das ja lang oder kurz sein kann, sondern immer ein elementum longum an dieser Stelle zu finden. Wenn dagegen eine kurze Silbe auftritt, macht diese ebenfalls ein elementum longum aus, kein elementum breve.
Maas war der Erste, der die bei den Lyrikern Stesichoros, Simonides von Keos, Bakchylides und Pindar verwendeten Daktyloepitriten erklärte und klassifizierte. Die Abfolge daktylischer und kretischer Kola mit Verbindungselementen dazwischen (sogenannten synartetischen Elementen, die lang oder kurz sein können) gliederte er in zwei Grundgruppen, die daktylischen und die epitritischen Glieder, deren Bauelemente er weiter differenzierte. Seine Kurznotation zur Analyse daktyloepitritischer Stücke ist bis heute gebräuchlich. Eine Entdeckung einer Spielart des anakreontischen und dramatischen Glykoneus nannte er nach seinem Lehrer und langjährigen Kollegen „wilamowitzianus“.
Auf dem Gebiet der Textkritik machte sich Maas besonders im methodischen Bereich und im Besonderen um die mittelgriechischen (byzantinischen) Autoren verdient. Neben der genannten Edition des Heiligen Romanos beschäftigte er sich mit den byzantinischen Gelehrten. Er legte großen Wert auf die Verknüpfung der Textkritik mit der Metrik. Seine Monografie Textkritik erschien in der ersten Auflage 1927 und erfuhr bis zu seinem Tode drei weitere, verbesserte Auflagen, die letzte 1960. Die Critica del testo in der Übersetzung von Nello Martinelli mit einer Einführung von Giorgio Pasquali erschien erstmals 1952 bei Le Monnier in Florenz und erlebte verschiedene Neuauflagen, seit 1972 mit einer Nachbemerkung von Luciano Canfora. La critica del testo secondo Paul Maas: testo e commento vereinigte einen Kommentar von Elio Montanari mit einem Nachdruck der Übersetzung von Martinelli in der Fassung von 1990, der 2003 von SISMEL Edizioni del Galluzzo in Florenz veröffentlicht wurde. 2017 legte Giorgio Ziffer eine neue Übersetzung auf der Basis der letzten deutschen Auflage von 1960 vor (Paul Maas: La critica del testo. Edizioni Storia e Letteratura, Rom 2017).
Sprichwörtlich für den Stil Maas’ war die „maasvolle Kürze“, mit der es ihm gelang, schwierige Sachverhalte auf den Punkt zu bringen. Das schlägt sich auch in der Kürze seiner Studien nieder, denen es gleichwohl nicht an Tiefe und Gehalt fehlt.

## Schriften (Auswahl)
- als Hrsg.: Frühbyzantinische Kirchenpoesie I: Anonyme Hymnen des 5.–6. Jahrhunderts (= Kleine Texte für Vorlesungen und Übungen. Band 52/53). A. Marcus und E. Weber, Bonn 1931.
- Griechische Metrik. B. G. Teubner, Leipzig 1923 (Alfred Gercke, Eduard Norden (Hrsg.): Einleitung in die Altertumswissenschaft, Band 1, Heft 7).
- Textkritik. 4. Auflage. B. G. Teubner, Leipzig 1960.
- Sancti Romani Melodi Cantica. Band 1: Cantica Genuina. Clarendon Press, Oxford 1963. Band 2: Cantica Dubia. De Gruyter, Berlin 1970. Herausgegeben von Paul Maas und Constantine A. Trypanis.
- Kleine Schriften. Herausgegeben von Wolfgang Buchwald. C. H. Beck, München 1973, ISBN 3-406-02083-6.